# Veneros (Boñar)
Veneros es una localidad española perteneciente al municipio de Boñar, en la provincia de León, comunidad autónoma de Castilla y León. En 2020 contaba con una población de 24 habitantes.

## Geografía

### Ubicación
| Noroeste: Grandoso               | Norte: Grandoso         | Noreste: Colle     |
| Oeste: Las Bodas                 |                         | Este: Llama        |
| Suroeste La Losilla y San Adrián | Sur: La Devesa de Boñar | Sureste: Sobrepeña |

## Demografía
Evolución de la población
| Gráfica de evolución demográfica de Veneros entre 2000 y 2020      |
|                                                                    |
| Población de derecho (2000-2016) según el padrón municipal del INE |

## Historia
Así queda recogido Veneros en la mitad del siglo XIX en el Diccionario que elaboró el por entonces ministro de hacienda Pascual Madoz: 

Lugar en la provincia y diócesis de León, partido judicial de La Vecilla, audiencia territorial y capitanía general de Valladolid, ayuntamiento de Boñar. SITUADO en terreno montuoso: su CLIMA es frío pero bastante sano. Tiene unas 34 CASAS; escuela de primeras letras; iglesia parroquial (La Asunción) anejo de las Bodas, servida por un cura coadjutor; y buenas aguas potables. Confina con la matriz; Grandoso y Sobrepeña. El TERRENO montuoso. Los CAMINOS son locales. PRODUCTOS: granos, algunas legumbres y pastos; cría ganados, y caza de varios animales. POBLACIÓN: 30 vecinos., 122 almas. CONTRIBUCIÓN: Con el ayuntamiento.